# هاسکردیکن
هاسکردیکن (به هلندی: Haskerdijken) یک منطقهٔ مسکونی در هلند است که در اسکارسلند واقع شده‌است. هاسکردیکن ۳۹۵ نفر جمعیت دارد.